# 和平西橋駅
和平西橋駅（わへいせいきょうえき）は中華人民共和国北京市朝陽区に位置する北京地下鉄5号線の駅。

## 歴史
- 2007年10月7日 - 5号線が開業。
- 2024年12月15日 - 12号線が開業。

## 駅構造
島式ホーム1面2線の地下駅。ホームドア完備。出口は4つある。

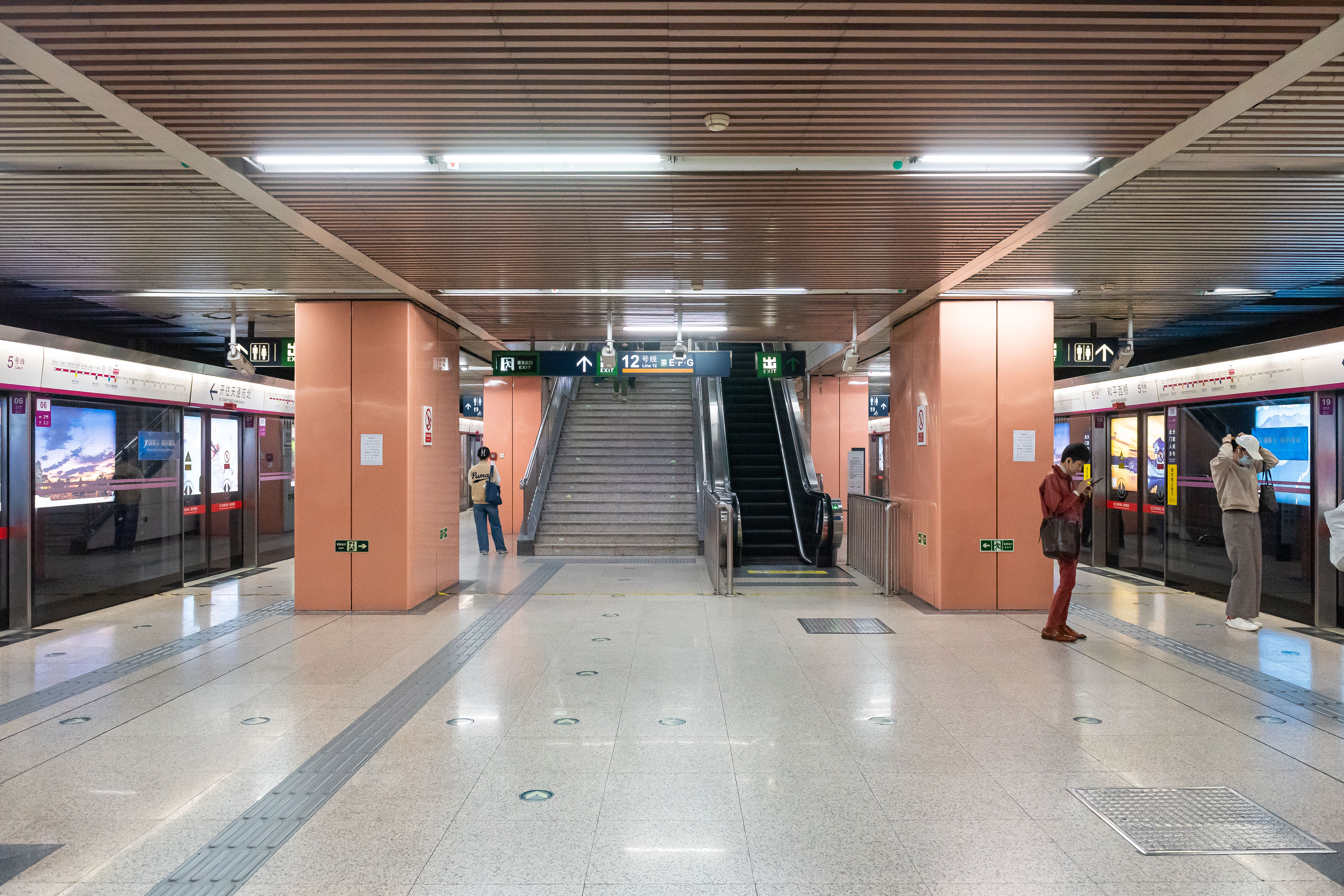
5号線ホーム
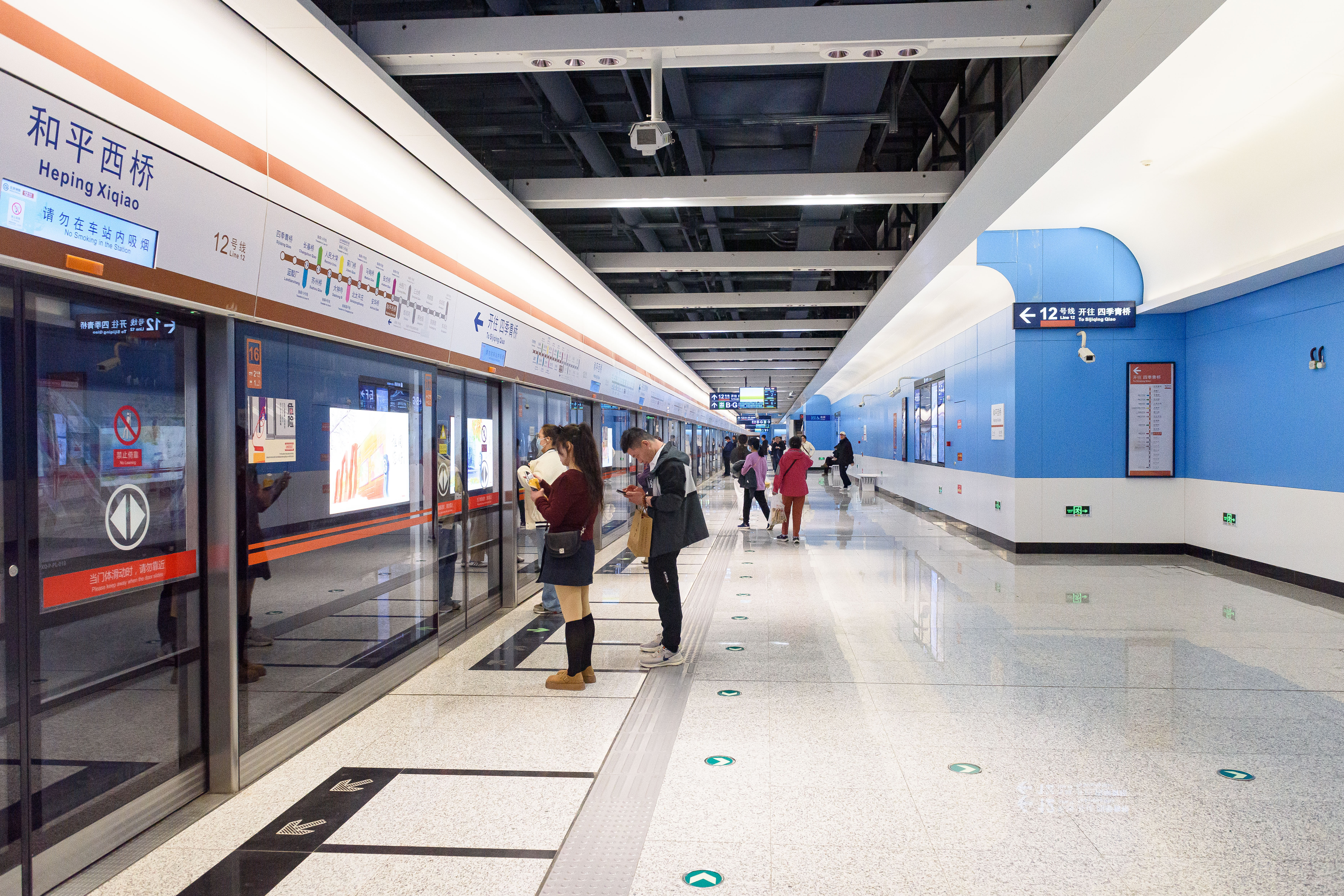
12号線ホーム

## 駅周辺
- 和平西橋
- 北京化工大学東キャンパス
- 北京中医薬大学西キャンパス
- 北京環球貿易中心

## 隣の駅
北京地下鉄
■5号線
恵新西街南口駅 - 和平西橋駅 - 和平里北街駅
■12号線
安貞橋駅 - 和平西橋駅 - 光煕門駅
座標: 北緯39度58分00秒 東経116度24分42秒 / 北緯39.96669度 東経116.41176度